# 카지시마 마사키
카지시마 마사키(梶島正樹, 1962년 3월 16일 ~ )는 아니메 인터내셔널 컴퍼니(AIC)에서 프리랜서로 일하는 일본의 애니메이터이자 스토리보드 아티스트이다. 천지무용!, 듀얼! 파라레 룬룬 이야기의 창시자로 가장 잘 알려져 있다. 천지무용!의 주인공인 마사치 텐치는 가지시마의 이름을 따서 명명되었다.
가지시마는 일본 오카야마현에서 태어났다. 그는 오사카 디자인 전문학교에서 교육을 받았다.
애니메이션 작품 외에도 가지시마 온천이라는 여러 동인지 모음집, 만화, 소설을 집필하고 출판했다. 또한 소설 천지무용! GXP의 저자이기도 하다.